# الدوري الأردني 1952
إحصائيات الدوري الأردني لكرة القدم في موسم 1952.

## نظرة عامة
فاز نادي الجزيرة بالبطولة.

## وصلات خارجية
- موقع الاتحاد الأردني لكرة القدم